# 小早川盛景
小早川 盛景（こばやかわ もりかげ）は、室町時代の武将。竹原小早川氏の第10代当主。小早川弘景（初代）の嫡男。

## 生涯
竹原小早川氏は、父・弘景の代から大内氏と関係を深めるようになり、その当主・大内盛見より偏諱を受けて盛景と名乗る。
応永34年 （1427年）、弘景より安芸国都宇・竹原荘・梨子羽郷南方、備前国裳懸荘、美作国打穴荘などの所領を譲り受け、竹原小早川氏の家督を相続した。宝徳2年 （1450年）、室町幕府に命じられ、伊予国守護・河野教通の、河野通春討伐に加勢する。
この頃、本家・沼田小早川家では家督抗争が起こっていたが室町幕府第6代将軍・足利義教は調停に乗り出し、嘉吉元年（1441年）、盛景が沼田小早川家の家督も相続するようにとの決定を下した。
しかし、この決定を沼田小早川家が承服するわけもなく、これが一因となり、両小早川氏は反目し合い、抗争を繰り返すようになり、応仁元年（1467年）からの応仁の乱でも激しく敵対した。両家の融和がはかられるのは盛景の孫・弘平の代になってからのことである。

## 関連史料
- 東京帝国大学文学部史料編纂所編『大日本古文書』 家わけ十一ノ一：小早川家文書之1、東京帝国大学、1927年。 NCID BN04860811。OCLC 835258028。全国書誌番号:73018529。NDLJP:1908791
- 東京帝国大学文学部史料編纂所編『大日本古文書』 家わけ十一ノ二：小早川家文書之2、東京帝国大学、1927年。 NCID BN04860811。OCLC 834195954。全国書誌番号:73018529。NDLJP:1908801